# Олейник, Алексей Алексеевич
Алексе́й Алексе́евич Оле́йник (род. 20 июня 1977 года, Харьков, Украинская ССР, СССР) — российский боец смешанных боевых искусств (ММА), выступавший под эгидой UFC в тяжёлом весе. Выступает на профессиональном уровне начиная с 1996 года, известен по участию в турнирах бойцовских организаций Bellator, M-1 Global, KSW, ProFC. Бывший чемпион KSW и ProFC в тяжёлом весе. Первый боец, сумевший одержать победу в UFC удушением иезекииля, единственный боец, победивший этим приёмом дважды. Является рекордсменом по количеству побед в ММА удушением иезекииля (14). Один из немногих бойцов, кто побеждал в четырёх десятилетиях: 90-е (с 96 по 99-й); 2000-е (с 2000 по 2009-й); 2010-е (с 2010 по 2019-й); 2020-е (с 2020 по н.в.). Двукратный чемпион России по боевому самбо: (2003), (2004), чемпион Евразии по боевому самбо (2001), двукратный чемпион мира по боевому самбо: (2005), (2010). В списке побеждённых бойцов — Джефф Монсон, Марк Хант, Мирко Филипович, Фабрисиу Вердум и другие известные бойцы.

## Биография
Алексей Олейник родился 20 июня 1977 года в городе Харькове Украинской ССР. В детстве не занимался серьёзно какими-то конкретными видами единоборств, просто вёл активный образ жизни, бегал, отжимался, делал упражнения с гирями. В разное время посещал многие существовавшие в городе спортивные секции, в том числе секции карате и тхэквондо, хотя долго нигде не задерживался. Дольше всего, около полутора лет, состоял в секции дзюдо. «Я понимал, наверно, неосознанно, что это всё не моё, мне это не подходит».

## Профессиональная карьера в ММА

### Клан Минамото
По-настоящему Алексей Олейник пришёл в единоборства лишь в возрасте девятнадцати лет в 1996 году, находясь уже на втором курсе Харьковского университета внутренних дел. Его бойцовская карьера началась в местном клубе «Клан Минамото», члены которого практиковали традиционное японское джиу-джитсу и принимали участие в первых на постсоветском пространстве турнирах по «боям без правил». Олейник проходил подготовку под руководством Геннадия Станиславовича Минки, через шесть месяцев после начала занятий получил от своего сэнсэя разрешение на участие в соревнованиях и в апреле 1997 года выехал в Москву на чемпионат мира, проводившийся под эгидой Международного совета по абсолютным поединкам (IAFC). В стартовой четвертьфинальной встрече с помощью удушающего приёма «гильотина» заставил сдаться Игоря Акинина, но в полуфинале, выйдя против Леонида Ефремова, сам попался в удушающий приём сзади и проиграл (не сдаваясь, потерял сознание). Таким образом, состоялся его дебют в профессиональных смешанных единоборствах.
Поражение не отвратило Олейника от единоборств, он продолжил активно тренироваться и в течение года вошёл в число лучших бойцов своего клуба, став по сути правой рукой сэнсэя. Помимо подготовки в «Клане Минамото», он также посещал многие другие харьковские залы, боролся с представителями разных дисциплин и боевых искусств, с мастерами спорта и обладателями чёрных поясов. Существенное влияние на его тренировочный процесс оказал проживавший в Харькове тяжеловес Игорь Вовчанчин, они стали друзьями, часто боролись друг с другом, а однажды даже провели борцовский спарринг продолжительностью в 100 минут без перерывов в активном темпе: «Это было похоже на большого медведя и маленького питбуля. У Игоря 105 кг, у меня 85».
В марте 1998 года состоялся второй значимый турнир в бойцовской карьере Алексея Олейника — «Вызов: Клан Минамото против Сборной Мира» — на нём представители клана противостояли приглашённым со всего света представителям разных бойцовских школ. Турнир проходил в Киевском дворце спорта при скоплении более четырёх тысяч зрителей, Олейник дрался в главном бою вечера против американского чемпиона мира по кикбоксингу и карате Кларенса Тэтча, выиграв у него на четвёртой минуте в стиле «граунд-энд-паунд».
В 1999 и 2001 годах выиграл прошедшие на Украине турниры-четвёрки «Интерпрайд-99» и «Земля Пересвета» соответственно.

### В российских клубах
В 2000-х годах Алексей Олейник чаще тренировался и выступал в России, представляя клубы из Санкт-Петербурга и Москвы. В этот период он регулярно выступал на любительском уровне по боевому самбо, состоял в сборной команде Москвы, становился чемпионом Москвы по боевому самбо, чемпионом Евразии (2001), дважды чемпионом России (2003, 2004), чемпионом мира (2005), победителем этапа Кубка мира «Мемориал Анатолия Харлампиева» (2006), победителем международного турнира памяти Г. П. Долголенко (2007). В 2004 году он, помимо прочего, выступил на двух турнирах гран-при среднего веса российской организации M-1 Global, на первом турнире победил всех троих соперников, тогда как на втором один бой выиграл и один проиграл — бразилец Флавиу Луис Моура применил на нём удушающий приём сзади, но Олейник не стал сдаваться и потерял сознание от сдавления сонных артерий, в результате чего была зафиксирована техническая сдача.
В 2006 году успешно выступил на Кубке России по современному панкратиону в Новосибирске, где с помощью удушающих приёмов взял верх над всеми тремя соперниками, и одержал победу на Кубке Чёрного моря в Анапе, проводившемся ростовским клубом единоборств «Легион». Завершил год выступлением в Канаде на пятитысячной арене PNE Agrodome в рамках турнира BodogFight «США против России», встретился с американским борцом греко-римского стиля Чейлом Сонненом и уступил ему единогласным решением судей. Здесь, по собственному признанию, он впервые столкнулся с таким явлением как акклиматизация, уже через 4-5 минут после начала боя почувствовал, что силы на исходе.
2007 год начал с победы на турнире «Легион Файт» в Ростове-на-Дону, где впервые применил «удушение Эзекиела», довольно редкий и технически сложный приём, который впоследствии стал его визитной карточкой. Позже провёл три боя на турнире KSW в Польше, задушив за один вечер троих соперников. Спустя две недели уже дрался на Кубке ММА среди профессионалов в Перми, вновь победил здесь троих соперников, в том числе довольно сильного чеченского бойца Адлана Амагова в его дебютном бою в ММА, причём всех троих заставил сдаться с помощью «Эзекиела».
Имея серию из десяти побед подряд, в 2008 году попал в число участников крупного турнира тяжеловесов YAMMA Pit Fighting в США. В четвертьфинале турнира Олейник продемонстрировал американской публике «Эзекиела», победив Шермана Пендергарста, но во втором единогласным судейским решением проиграл Крису Тачшереру. Затем продолжил сотрудничество с промоушенами KSW и М-1, добавив в послужной список две победы, одержанные в Варшаве и Санкт-Петербурге соответственно. Один бой выиграл и один проиграл на турнире «Лига чемпионов» в Полтаве, выступил на двух турнирах ProFC, где в общей сложности взял верх над пятью оппонентами.
В 2009 году в составе профессиональной бойцовской команды Red Devil Fighting Team вместе с Михаилом Малютиным, Эриком Огановым, Дмитрием Самойловым и Михаилом Зайцем одержал победу в командном чемпионате мира M-1 Challenge, одолев в финале сборную команду Нидерландов. Выступил на двух турнирах M-1 в США, на одном победил, тогда как другой закончился для него ничьей. На турнире-восьмёрке тяжеловесов ProFC в Санкт-Петербурге заставил сдаться таких известных бойцов как Эдди Бенгтссон и Тиагу Сантус, но в решающем финальном поединке техническим нокаутом проиграл поляку Михалу Ките.

### Bellator Fighting Championships
Летом 2010 года, тренируясь в зале K-Dojo под руководством тренера Мурата Кештова, Олейник стал участником впервые проводившегося гран-при тяжеловесов крупной американской бойцовской организации Bellator Fighting Championships. В четвертьфинале близким раздельным решением победил американца Майка Хейза, счёт судей 28—29, 29—28, 29—28. В полуфинале встретился с представителем Южной Африки Нилом Гроувом, мастером годзю-рю-карате, и проиграл ему техническим нокаутом уже на 45 секунде первого раунда. Поражение помешало его продвижению в США, сотрудничество с Bellator прекратилось, но при этом Олейник сохранял оптимизм по отношению к своей будущей карьере: «Я шёл на бой, предпочитая самые плохие варианты сдаче и поражению, я проиграл, но не сломлен. Я приму это и, думаю, буду сильнее».
26 июня 2011 году в главном бою вечера выиграл Кубок Раздолья в Зеленограде где победил Эрнеста Костаняна из Абхазии удушающим приемом в 1 раунде на отметчке 1 минута 22 секунды, но затем потерпел два поражения подряд, сначала в полуфинале турнира Fight Star в Анапе был побит Магомедом Маликовым, а в следующем году на M-1 не смог побороть Джеффа «Снеговика» Монсона — по итогам трёх раундов тому присудили победу раздельным решением.

### Oplot Challenge
Дальнейшая деятельность Олейника была плотно связана с харьковской общественной организацией «Оплот», на базе которой он при содействии Евгения Жилина создал одноимённый бойцовский клуб и одноимённую бойцовскую лигу Oplot Challenge. Лига специализировалась на проведении небольших турниров с участием местных малоизвестных и начинающих бойцов, при этом бои проводились с очень высокой частотой, так, только за период 2012—2013 годов было проведено 94 полноценных турнира. Сам Олейник тоже несколько раз выступил на этих соревнованиях в качестве хедлайнера, одна из наиболее примечательных встреч — матч-реванш с Джеффом Монсоном, которого он вынудил сдаться во втором раунде, проведя удушающий приём сзади. Также одержал одну победу в США на чемпионате мира по версии WCMMA и ещё одну в Москве в рамках организации ProFC. Таким образом, сделал серию из восьми побед.
В декабре 2014 года получил гражданство России.

### Легенда
На ноябрь 2013 года был запланирован большой турнир в Москве «Легенда 2: Вторжение» с участием многих звёзд мирового ММА. В главном событии вечера должны были встретиться хорватский боец Мирко «Крокоп» Филипович и российский тяжеловес Александр Емельяненко, однако из-за проблем с законом незадолго до начала шоу Емельяненко выбыл из сетки турнира — его могли в любой момент арестовать за драку, устроенную в одном из московских кафе. Организаторам пришлось срочно искать замену — выбор пал на Алексея Олейника, и тот согласился, несмотря на то что до боя оставалось всего лишь 12 дней.
За неделю до начала боя во время спарринга Алистар Оверим ударом колена сломал Олейнику два ребра, шестое и восьмое прямо напротив сердца. Врачи отговаривали его от участия в бойцовском поединке, но он всё равно решил драться, так как считал этот бой важнейшим в своей спортивной карьере.
Бой начался с обмена ударами, после чего Олейник предпринял проход в ноги и успешно перевёл соперника в партер. Находясь в позиции бокового контроля, ближе к концу первого раунда, он сделал Филиповичу скручивание диафрагмы, и вскоре тот сигнализировал о сдаче. Победа над таким именитым бойцом привлекла к Олейнику внимание многих зарубежных промоушенов, и вскоре он подписал контракт с крупнейшей бойцовской организацией мира Ultimate Fighting Championship.

### Ultimate Fighting Championship
Дебют в организации должен был состояться уже в январе 2014 года на турнире UFC on Fox 10 в бою с американцем Джаредом Рошолтом, однако из-за травмы ребра Олейник вынужден был отказаться от этого поединка, и Рошолта в связи с этим так же убрали из сетки турнира. Дебютировал несколько месяцев спустя в июне на турнире UFC Fight Night 44, встретившись с другим американцем Энтони Хэмилтоном — уже в начале первого раунда занял удобную позицию в партере и начал осложнять дыхание соперника воздействием на диафрагму, в результате Хэмилтон сдался.
Бой против Рошолта всё же состоялся в ноябре на турнире UFC Fight Night 57, западные эксперты не давали ветерану-Олейнику никаких шансов против перспективного американца, имевшего на тот момент всего лишь одно поражение. На процедуру взвешивания российско-украинский боец вышел в футболке с изображением президента Владимира Путина, чем вызвал бурную реакцию со стороны многих СМИ. Оба соперника имели борцовскую базу, но поединок протекал преимущественно в стойке. Рошолт с помощью лоукиков погасил темп Олейника и затем, подводя его к сетке, работал сериями ударов в голову. Бой закончился неожиданно — Олейник, который скорее считался специалистом по болевым и удушающим приёмам, во второй половине раунда завладел инициативой и на четвёртой минуте нокаутировал Рошолта левым боковым ударом в подбородок, получив тем самым бонус за лучшее выступление вечера.
Около полутора лет из-за травм Алексей Олейник не участвовал в соревнованиях, провёл три сложных операции на колене в клиниках России и Германии, затем проходил долгий курс реабилитации. Вернулся в июле 2016 года на UFC Fight Night 91, выйдя в октагон против Данеля «Польского медведя» Омеляньчука. Ранее Американское антидопинговое агентство заподозрило поляка в употреблении запрещённого препарата мельдония, но впоследствии он был оправдан и получил разрешение на выступление в США. Бой получился тяжёлым, прошёл преимущественно в партере, где никто из соперников не хотел уступать друг другу. В первом раунде Олейник в целом выглядел лучше, за счёт своих борцовских навыков имел успех в позиционной борьбе, но во втором пропустил несколько тяжёлых ударов локтями и кулаками по голове — на коже появились серьёзные рассечения, под правым глазом образовалась большая гематома, и на перерыв он ушёл с полностью окровавленным лицом. Несмотря на серьёзные повреждения, врач разрешил ему продолжить поединок — в третьем раунде Омеляньчук трижды выбивал капу изо рта Олейника, но россиянин не сдавался и до самого конца предпринимал попытки удушающих приёмов. В итоге двое из трёх судей отдали победу поляку, тогда как третий поставил ничью.
Через полгода на турнире UFC Fight Night 103 Олейник встретился с чехом Виктором Пештой. В первом раунде после непродолжительного обмена ударами прижал соперника к сетке и, закрыв на шее замок, перевёл его в партер. В борьбе Пешта всё время занимал более выгодные атакующие позиции, удерживал российского бойца в боковом контроле, на некоторое время сумел забрать его спину и наконец зашёл в маунт. Олейник не пытался выбраться из создавшегося затруднительного положения, вместо этого он атаковал сам, прижав корпус Пешты максимально плотно к себе и применив на нём «удушение Эзекиела» — это была первая победа с использованием данного приёма за всю историю UFC, Олейник вновь удостоился награды за лучшее выступление вечера. В марте 2017 года порталом sports.ru был включён в список десяти лучших российских бойцов в XXI веке.
На UFC 213 Олейник победил американца Трэвиса Брауна. На UFC 217 проиграл Кёртису Блейдсу. 12 мая на UFC 224 победил бразильца Джуниора Альбини в первом раунде, своим коронным удушающим приёмом, удушение Иезикиля.
15 сентября 2018 года в Москве в СК «Олимпийский» в главном поединке UFC Moscow, дебютном турнире UFC в России, Алексей Олейник удушающим приёмом одержал победу над новозеландцем Марком Хантом.
20 апреля 2019 года Алексей Олейник уступил Алистару Овериму в Санкт-Петербурге в рамках шоу UFC Fight Night 149. Олейник проиграл в первом раунде техническим нокаутом.
21 июля 2019 года Алексей Олейник потерпел поражение в бою против Уолта Харриса в рамках шоу UFC on ESPN в Сан-Антонио. Бой продлился всего 12 секунд и едва не побил антирекорд по продолжительности матчей в UFC. Российский боец во время боя получил тяжелую травму — после обследования у него был диагностирован двойной перелом ноги.
18 января 2020 года, на турнире UFC 246, Олейник встречался с американцем Морисом Грином. Бой завершился победой Алексея Олейника в конце 2 раунда болевым приемом рычаг локтя. Этой победой Олейник закрыл серию из 2-х поражений, а также получил бонус от UFC за выступления вечера.
9 мая 2020 года, на турнире UFC 249 Олейник сразился с бывшем чемпионом UFC Фабрицио Вердумом и одержал победу раздельным решением судей по итогам трёхраундового поединка.
8 августа 2020 года Олейник встретился в главном бою вечера турнира UFC Fight Night 174 с американцем Дерриком Льюисом. Олейник несколько раз проводил попытки провести удушающий прием, но неудачно, а в самом начале второго раунда Льюис провел связку тяжелых ударов, что привело к нокауту россиянина. В этом бою Олейник установил рекорд по количеству боев среди российских бойцов, проведя свой 74-й поединок.
20 февраля 2021 года на турнире UFC Fight Night 185 в Лас-Вегасе Олейник встречался с молодым проспектом Крисом Даукасом. Олейник проиграл техническим нокаутом в первом раунде.
19 июня 2021 года на турнире UFC Fight Night: Корейский зомби vs. Иге в близком бою уступил единогласным решением Сергею Спиваку.
9 апреля 2022 года на UFC 273 победил удушающим приемом (ущемление диафрагмы) Джареда Вандеру в первом раунде. За эту победу Олейник получил очередной бонус за выступление вечера.
2 октября 2022 года в Лас-Вегасе в рамках турнира UFC Fight Night 211 провел свой последний бой в UFC, где уступил единогласным решением судей шведу Илиру Латифи. Швед был активнее, неоднократно проводил тэйкдауны и полностью контролировал ход событий в клетке. В конечном итоге бой продлился все отведённые три раунда и все судьи без колебаний выставили счет 30 — 27 в пользу Латифи. После этого боя Олейник был уволен из UFC.

#### Итоги
В октябре 2022 года Олейник проиграл решением Илиру Латифи, и это был его последний бой по контракту с UFC. Тем не менее, несмотря на результаты в лиге готовы были продлить взаимоотношения с ним. Но Олейник решил уйти, чтобы осмотреться по сторонам и подумать о своем будущем. В общей сложности Олейник провел в UFC почти 10 лет. За это время он провел в лиге 17 боев, из которых выиграл девять. Примечательно, что в семи случаях из девяти Алексей Олейник вынуждал соперников сдаваться. Так Олейник зарекомендовал себя одним из наиболее мастеровитых грэплеров в истории тяжелого веса UFC. В своих интервью Олейник не раз давал понять, что ему всегда важно конкурировать на максимально высоком уровне. И потому он всегда делал выбор в пользу UFC — даже если там давали не самые выгодные условия по сравнению со сторонними предложениями. После ухода из лиги Дэйны Уайта Олейник мог рассматривать только предложения от топовых заграничных лиг (Bellator, PFL, ONE), либо просто завершить карьеру, но он решил вернуться в Россию и стать частью турнира «Бойцовский клуб РЕН ТВ».

### Бои в России

#### Бой с Оли Томпсоном
27 мая 2023 года в Москве на турнире «Бойцовского клуба РЕН-ТВ» потерпел сокрушительное поражение нокаутом в первом раунде от британца Оли Томпсона. Бой завершился уже в первом раунде, после того как Томпсон точно попал справа в подбородок Олейника и отправил его в чистый нокаут.

#### Бой с Тагиром Дзоблаевым
Сообщил журналистам, что подписал контракт на пять боксерских поединков, первый из который пройдет уже в рамках «Кубка Казанского Кремля». Общая сумма контракта 10 млн рублей, а имена соперников пока не называются. С 26 на 27 августа 2023 года в культурно-развлекательном комплексе «Пирамида» в Казани состоялся боксёрский поединок между Олейником и Дзоблаевым. Бой двух тяжеловесов прошёл в рамках вечера бокса «Кубок Казанского Кремля». Олейник одержал победу нокаутом в первом раунде после того, как Дзоблаев не успел восстановиться после нокдауна.

#### RCC 17
15 декабря 2023 года в Екатеринбурге на RCC 17 планировался реванш против Оли Томпсона, но у британца возникли проблемы с визой. На замену был подписан бразильский тяж, экс-чемпион KSW Фернандо Родригес (12-9). Как сообщает пресс-служба компании RCC, поединок будет официальным, в отличие от первого противостояния между этими бойцами (в мае текущего года). В первом раунде Олейник пытался перевести соперника в партер, атаковал его, но перевести не получалось, а Родригес отстреливался тяжелыми лоу-киками. Во втором раунде Олейник смог перевести и забрать спину завершив бой удушением.

#### SFC 10
Должен был выступить на турнире промоушена Александра Шлеменко SFC 10 1 июня 2024 года на G-Drive Арене в Омске. Соперником должен был стать бразильский боец смешанных единоборств Винисиус Морейра, однако Олейник снялся за 6 часов до боя, поединок был отменен.

#### Global Fight League
В декабре 2024 года Олейник заключил контракт с новой ММА лигой Global Fight League.

## Бои на голых кулаках
4 апреля в Дубае выступит на турнире BKFC сразится в бою на голых кулаках с бразильцем Джеронимо Дос Сантосом.

## Титулы и достижения

### Боевое самбо
- Федерация боевого самбо России
  - Чемпион Москвы по боевому самбо (5 раз)
  - 2003 Чемпионат России по боевому самбо 
  - 2004 Чемпионат России по боевому самбо
- Международная федерация боевого самбо
  - 2001 Чемпионат Евразии по боевому самбо 
  - 2005 Чемпионат мира по боевому самбо 
  - 2010 Чемпионат мира по боевому самбо

### Панкратион
- Российская Федерация Панкратиона
  - Обладатель кубка России по панкратиону

### Смешанные единоборства
- Konfrontacja Sztuk Walki
  - Победитель турнира тяжеловесов
- ProFC
  - Победитель гран-при в тяжёлом весе
- Ultimate Fighting Championship
  - Обладатель премии «Выступление вечера» (шесть раз)  против Джареда Рошолта[51], Виктора Пешты[52], Жуниора Албини, Марка Ханта[53], Мориса Грина и Джареда Вандеры
  - Первый боец UFC одержавший победу удушением иезекииля[54].
  - Единственный боец UFC дважды одержавший победу удушением иезекииля
  - Второе место по количество побед удушающими или болевыми приемами в тяжелом весе UFC (7 побед).
- MMAMania
  - 2017 «Удушающий приём года» (Top 5: #2)  против Виктора Пешты[55].
- MMAWeekly.com
  - 2018 «Удушающий приём года»  против Жуниора Албини[56].
- Прочие рекорды
  - Алексей Олейник первый боец, кто побеждал в четырёх десятилетиях: 90-е (С 96 по 99-й); 2000-е (с 2000 по 2009-й); 2010-е (с 2010 по 2019-й); 2020-е (с 2020 по н.в.)[57][58].

## Статистика в смешанных единоборствах
| Боёв 80  | Побед 61 | Поражений 18 |
| -------- | -------- | ------------ |
| Нокаутом | 8        | 10           |
| Сдачей   | 48       | 2            |
| Решением | 5        | 6            |
| Ничьи    | 1        | 1            |

| Результат | Рекорд  | Соперник                  | Способ                                    | Турнир                                                       | Дата             | Раунд | Время | Место                    | Примечание                                                        |
| --------- | ------- | ------------------------- | ----------------------------------------- | ------------------------------------------------------------ | ---------------- | ----- | ----- | ------------------------ | ----------------------------------------------------------------- |
| Победа    | 61-18-1 | Фернандо Родригес младший | Самбишн (удушение треугольником)          | Russian Cagefighting Championship - RCC 17                   | 15 декабря 2023  | 2     | 2:27  | Екатеринбург, Россия     |                                                                   |
| Поражение | 60-18-1 | Оли Томпсон               | КО (удар)                                 | Бойцовский клуб Рен ТВ - Суперсерия: Олейник против Томпсона | 26 мая 2023      | 1     | 2:25  | Москва, Россия           |                                                                   |
| Поражение | 60-17-1 | Илир Латифи               | Единогласное решение                      | UFC Fight Night: Дерн vs. Янь                                | 1 октября 2022   | 3     | 5:00  | Лас-Вегас, США           |                                                                   |
| Победа    | 60-16-1 | Джаред Вандераа           | Удушающий прием (ущемление диафрагмы)     | UFC 273                                                      | 9 апреля 2022    | 1     | 3:39  | Джэксонвилл, США         | «Выступление вечера» (6)                                          |
| Поражение | 59-16-1 | Сергей Спивак             | Единогласное решение                      | UFC Fight Night: Корейский зомби vs. Иге                     | 19 июня 2021     | 3     | 5:00  | Лас-Вегас, США           |                                                                   |
| Поражение | 59-15-1 | Крис Докас                | Технический нокаут (удары)                | UFC Fight Night: Blades vs. Lewis                            | 20 февраля 2021  | 1     | 1:55  | Лас-Вегас, США           |                                                                   |
| Поражение | 59-14-1 | Деррик Льюис              | Технический нокаут (удары)                | UFC Fight Night 176 — Lewis vs. Oleynik                      | 8 августа 2020   | 2     | 0:21  | Лас-Вегас, США           |                                                                   |
| Победа    | 59-13-1 | Фабрисиу Вердум           | Раздельное решение                        | UFC 249                                                      | 9 мая 2020       | 3     | 5:00  | Джэксонвилл, США         |                                                                   |
| Победа    | 58-13-1 | Морис Грин                | Болевой приём (рычаг локтя)               | UFC 246                                                      | 18 января 2020   | 2     | 4:38  | Лас-Вегас, США           | «Выступление вечера» (5)                                          |
| Поражение | 57-13-1 | Уолт Харрис               | Нокаут (удар летящим коленом и добивание) | UFC on ESPN 4 — Dos Anjos vs. Edwards                        | 20 июля 2019     | 1     | 0:12  | Сан-Антонио, США         |                                                                   |
| Поражение | 57-12-1 | Алистар Оверим            | Технический нокаут (удары)                | UFC Fight Night 149 — Overeem vs. Oleynik                    | 20 апреля 2019   | 1     | 4:45  | Санкт-Петербург, Россия  |                                                                   |
| Победа    | 57-11-1 | Марк Хант                 | Удушающий приём (удушение сзади)          | UFC Fight Night 136 — Hunt vs. Oleynik                       | 15 сентября 2018 | 1     | 4:26  | Москва, Россия           | «Выступление вечера» (4)                                          |
| Победа    | 56-11-1 | Жуниор Албини             | Удушающий приём (Иезекииль)               | UFC 224 — Nunes vs. Pennington                               | 12 мая 2018      | 1     | 1:45  | Рио-де-Жанейро, Бразилия | «Выступление вечера» (3)                                          |
| Поражение | 55-11-1 | Кёртис Блейдс             | Технический нокаут (остановлен врачом)    | UFC 217 — Bisping vs. St. Pierre                             | 4 ноября 2017    | 2     | 1:56  | Нью-Йорк, США            |                                                                   |
| Победа    | 55-10-1 | Трэвис Браун              | Удушающий приём (ущемление диафрагмы)     | UFC 213 — Romero vs. Whittaker                               | 8 июля 2017      | 2     | 3:44  | Лас-Вегас, США           |                                                                   |
| Победа    | 54-10-1 | Виктор Пешта              | Удушающий приём (Иезекииль)               | UFC Fight Night 103 — Rodriguez vs. Penn                     | 15 января 2017   | 1     | 2:57  | Финикс, США              | Первое в истории UFC удушение Иезекииля. «Выступление вечера» (2) |
| Поражение | 53-10-1 | Данель Омеляньчук         | Решение большинства                       | UFC Fight Night 91 — McDonald vs. Lineker                    | 13 июля 2016     | 3     | 5:00  | Су-Фолс, США             |                                                                   |
| Победа    | 53-9-1  | Джаред Рошолт             | Нокаут (удары)                            | UFC Fight Night 57 — Edgar vs. Swanson                       | 22 октября 2014  | 1     | 3:21  | Остин, США               | «Выступление вечера» (1)                                          |
| Победа    | 52-9-1  | Энтони Хэмилтон           | Удушающий приём (ущемление диафрагмы)     | UFC Fight Night 44 — Swanson vs. Stephens                    | 28 июня 2014     | 1     | 2:18  | Сан-Антонио, США         | Дебют в UFC.                                                      |
| Победа    | 51-9-1  | Мирко Филипович           | Удушающий приём (ущемление диафрагмы)     | Legend — Part 2: Invasion                                    | 8 ноября 2013    | 1     | 4:42  | Москва, Россия           |                                                                   |
| Победа    | 50-9-1  | Дион Старинг              | Удушающий приём (треугольник руками)      | ProFC — ProFC 50                                             | 16 октября 2013  | 1     | 1:41  | Ростов-на-Дону, Россия   |                                                                   |
| Победа    | 49-9-1  | Джефф Монсон              | Удушающий приём (удушение сзади)          | OC — Oplot Challenge 67                                      | 20 июня 2013     | 2     | 3:28  | Харьков, Украина         |                                                                   |
| Победа    | 48-9-1  | Тони Лопес                | Удушающий приём (треугольник)             | OC — Oplot Challenge 53                                      | 20 апреля 2013   | 3     | 3:19  | Харьков, Украина         |                                                                   |
| Победа    | 47-9-1  | Лео Пла                   | Технический нокаут (удары)                | OC — Oplot Challenge 43                                      | 16 марта 2013    | 1     | 2:56  | Харьков, Украина         |                                                                   |
| Победа    | 46-9-1  | Мартин Худей              | Удушающий приём (удушение сзади)          | OP — Oplot Challenge 12                                      | 10 ноября 2012   | 1     | 1:48  | Харьков, Украина         |                                                                   |
| Победа    | 45-9-1  | Майк Стюарт               | Удушающий приём («Иезекииль»)             | WCMMA 1 — Portugal vs. USA                                   | 15 сентября 2012 | 2     | 1:03  | Ледьярд, США             |                                                                   |
| Победа    | 44-9-1  | Джерри Отто               | Удушающий приём («Иезекииль»)             | OC — Oplot Challenge 2                                       | 13 мая 2012      | 1     | 2:20  | Харьков, Украина         |                                                                   |
| Победа    | 43-9-1  | Сергей Терезинов          | Болевой приём (рычаг локтя)               | OC — Oplot Challenge 1                                       | 25 марта 2012    | 1     | 1:05  | Харьков, Украина         |                                                                   |
| Поражение | 42-9-1  | Джефф Монсон              | Раздельное решение                        | M-1 Challenge 31 — Monson vs. Oleinik                        | 16 марта 2012    | 3     | 5:00  | Санкт-Петербург, Россия  |                                                                   |
| Поражение | 42-8-1  | Магомед Маликов           | Технический нокаут (удары)                | Fight Star — Anapa                                           | 22 июля 2011     | 1     | 2:39  | Анапа, Россия            |                                                                   |
| Победа    | 42-7-1  | Эрнест Костанян           | Удушающий приём (удушение сзади)          | RC — Razdolie Cup                                            | 26 июня 2011     | 1     | 1:22  | Москва, Россия           |                                                                   |
| Поражение | 41-7-1  | Нил Гроув                 | Технический нокаут (удары)                | BFC — Bellator Fighting Championships 29                     | 16 сентября 2010 | 1     | 0:45  | Милуоки, США             | Полуфинал гран-при BFC в тяжёлом весе.                            |
| Победа    | 41-6-1  | Майк Хейз                 | Раздельное решение                        | BFC — Bellator Fighting Championships 26                     | 26 августа 2010  | 3     | 5:00  | Канзас-Сити, США         | Четвертьфинал гран-при BFC в тяжёлом весе.                        |
| Поражение | 40-6-1  | Михал Кита                | Технический нокаут (удары)                | Union of Veterans of Sport — Mayor’s Cup 2009                | 27 ноября 2009   | 1     | 1:17  | Санкт-Петербург, Россия  |                                                                   |
| Победа    | 40-5-1  | Тиагу Сантус              | Удушающий приём («Иезекииль»)             | Union of Veterans of Sport — Mayor’s Cup 2009                | 27 ноября 2009   | 1     | 4:22  | Санкт-Петербург, Россия  |                                                                   |
| Победа    | 39-5-1  | Эдди Бенгтссон            | Технический нокаут (сдача после ударов)   | Union of Veterans of Sport — Mayor’s Cup 2009                | 27 ноября 2009   | 2     | 2:20  | Санкт-Петербург, Россия  |                                                                   |
| Ничья     | 38-5-1  | Роджент Ллорет            | Единогласное решение                      | M-1 Global — Breakthrough                                    | 28 августа 2009  | 3     | 5:00  | Канзас-Сити, США         |                                                                   |
| Победа    | 38-5    | Санг Су Ли                | Удушающий приём («Иезекииль»)             | M-1 Challenge 12 — USA                                       | 21 февраля 2009  | 2     | 4:27  | Такома, США              |                                                                   |
| Победа    | 37-5    | Джесси Гибс               | Удушающий приём («Иезекииль»)             | M-1 Challenge 11 — 2008 Challenge Finals                     | 11 января 2009   | 2     | 3:42  | Амстелвен                |                                                                   |
| Победа    | 36-5    | Ислам Дадалов             | Технический нокаут (удары)                | ProFC — President Cup                                        | 25 октября 2008  | 3     | 1:00  | Санкт-Петербург, Россия  |                                                                   |
| Победа    | 35-5    | Абдулхалик Магомедов      | Болевой приём (узел пятки)                | ProFC — President Cup                                        | 25 октября 2008  | 1     | 0:48  | Санкт-Петербург, Россия  |                                                                   |
| Победа    | 34-5    | Тельман Шерифов           | Удушающий приём («гильотина»)             | ProFC — Grand Prix                                           | 4 октября 2008   | 1     | 0:48  | Санкт-Петербург, Россия  | Финал гран-при ProFC в тяжёлом весе. Выиграл гран-при.            |
| Победа    | 33-5    | Олег Кутепов              | Болевой приём (обратный рычаг локтя)      | ProFC — Grand Prix                                           | 4 октября 2008   | 1     | 1:21  | Санкт-Петербург, Россия  | Полуфинал гран-при ProFC в тяжёлом весе.                          |
| Победа    | 32-5    | Магомедбаг Агаев          | Болевой приём (узел плеча)                | ProFC — Grand Prix                                           | 4 октября 2008   | 1     | 3:47  | Санкт-Петербург, Россия  | Четвертьфинал гран-при ProFC в тяжёлом весе.                      |
| Поражение | 31-5    | Константин Стрижак        | Технический нокаут (удары)                | CSFU — Champions League                                      | 13 сентября 2008 | 1     | 4:20  | Полтава, Украина         |                                                                   |
| Победа    | 31-4    | Макашарип Макашарипов     | Единогласное решение                      | CSFU — Champions League                                      | 13 сентября 2008 | 3     | 5:00  | Полтава, Украина         |                                                                   |
| Победа    | 30-4    | Александр Тимонов         | Удушающий приём («Иезекииль»)             | M-1 Challenge 4 — Battle on the Neva 2                       | 27 июня 2008     | 1     | 1:09  | Санкт-Петербург, Россия  |                                                                   |
| Победа    | 29-4    | Даниэль Довда             | Единогласное решение                      | KSW 9 — Konfrontacja                                         | 9 мая 2008       | 2     | 5:00  | Варшава                  |                                                                   |
| Поражение | 28-4    | Крис Тачшерер             | Единогласное решение                      | YAMMA — Pit Fighting 1                                       | 11 апреля 2008   | 1     | 5:00  | Атлантик-Сити, США       |                                                                   |
| Победа    | 28-3    | Шерман Пендергарст        | Удушающий приём («Иезекииль»)             | YAMMA — Pit Fighting 1                                       | 11 апреля 2008   | 1     | 4:18  | Атлантик-Сити, США       |                                                                   |
| Победа    | 27-3    | Гела Гецадзе              | Технический нокаут (удары)                | MFT — Mix Fight Tournament                                   | 14 декабря 2007  | 1     | 1:48  | Ярославль, Россия        |                                                                   |
| Победа    | 26-3    | Ишхан Закарян             | Болевой приём («рычаг локтя»)             | MFT — Mix Fight Tournament                                   | 14 декабря 2007  | 1     | 2:56  | Ярославль, Россия        |                                                                   |
| Победа    | 25-3    | Андрей Олейник            | Болевой приём (узел пятки)                | MFT — Mix Fight Tournament                                   | 14 декабря 2007  | 1     | 1:30  | Ярославль, Россия        |                                                                   |
| Победа    | 24-3    | Тимур Гасанов             | Удушающий приём («Иезекииль»)             | Perm Regional MMA Federation — MMA Professional Cup          | 23 ноября 2007   | 1     | 1:19  | Пермь, Россия            |                                                                   |
| Победа    | 23-3    | Алавутдин Гаджиев         | Удушающий приём («Иезекииль»)             | Perm Regional MMA Federation — MMA Professional Cup          | 23 ноября 2007   | 1     | 0:46  | Пермь, Россия            |                                                                   |
| Победа    | 22-3    | Адлан Амагов              | Удушающий приём («Иезекииль»)             | Perm Regional MMA Federation — MMA Professional Cup          | 23 ноября 2007   | 1     | 1:00  | Пермь, Россия            |                                                                   |
| Победа    | 21-3    | Кристоф Кулак             | Удушающий приём («Иезекииль»)             | KSW 8 — Konfrontacja                                         | 10 ноября 2007   | 1     | 2:09  | Варшава, Польша          | Завоевал титул чемпиона KSW в тяжёлом весе.                       |
| Победа    | 20-3    | Кароль Бедорф             | Удушающий приём (треугольник)             | KSW 8 — Konfrontacja                                         | 10 ноября 2007   | 1     | 2:34  | Варшава, Польша          |                                                                   |
| Победа    | 19-3    | Лукаш Вос                 | Удушающий приём (удушение сзади)          | KSW 8 — Konfrontacja                                         | 10 ноября 2007   | 1     | 3:20  | Варшава, Польша          |                                                                   |
| Победа    | 18-3    | Шамиль Нурмагомедов       | Удушающий приём (ущемление диафрагмы)     | LF — Legion Fight 1                                          | 20 октября 2007  | 1     | н.д.  | Ростов-на-Дону, Россия   |                                                                   |
| Поражение | 17-3    | Чейл Соннен               | Единогласное решение                      | Bodog Fight — USA vs. Russia                                 | 2 декабря 2006   | 3     | 5:00  | Ванкувер, Канада         |                                                                   |
| Победа    | 17-2    | Ишхан Закарян             | Удушающий приём (треугольник)             | Legion Fight — Black Sea Cup                                 | 15 августа 2006  | 1     | 1:21  | Анапа, Россия            |                                                                   |
| Победа    | 16-2    | Владимир Рудаков          | Удушающий приём (треугольник)             | IAFC — Cup of Russia in Professional Pankration              | 14 апреля 2006   | 1     | 2:41  | Новосибирск, Россия      |                                                                   |
| Победа    | 15-2    | Магомед Султанахмедов     | Удушающий приём («Иезекииль»)             | IAFC — Cup of Russia in Professional Pankration              | 14 апреля 2006   | 1     | 0:35  | Новосибирск, Россия      |                                                                   |
| Победа    | 14-2    | Шавкат Ураков             | Удушающий приём (удушение сзади)          | IAFC — Cup of Russia in Professional Pankration              | 14 апреля 2006   | 1     | 0:41  | Новосибирск, Россия      |                                                                   |
| Поражение | 13-2    | Флавиу Луис Моура         | Удушающий приём (удушение сзади)          | M-1 MFC — Middleweight GP                                    | 9 октября 2004   | 1     | 1:11  | Санкт-Петербург, Россия  |                                                                   |
| Победа    | 13-1    | Марселу Алфая             | Единогласное решение                      | M-1 MFC — Middleweight GP                                    | 9 октября 2004   | 2     | 5:00  | Санкт-Петербург, Россия  |                                                                   |
| Победа    | 12-1    | Азред Телкушеев           | Болевой приём (узел пятки)                | M-1 — Middleweight Grand Prix                                | 27 августа 2004  | 1     | 0:38  | Санкт-Петербург, Россия  |                                                                   |
| Победа    | 11-1    | Убайдула Чолопаев         | Удушающий приём (удушение сзади)          | M-1 — Middleweight Grand Prix                                | 27 августа 2004  | 1     | 0:48  | Санкт-Петербург, Россия  |                                                                   |
| Победа    | 10-1    | Рамин Тагиев              | Удушающий приём (удушение сзади)          | M-1 — Middleweight Grand Prix                                | 27 августа 2004  | 1     | 2:03  | Санкт-Петербург, Россия  |                                                                   |
| Победа    | 9-1     | Игорь Бондаренко          | Удушающий приём (удушение сзади)          | LOP — Land of Peresvit                                       | 12 июля 2001     | 1     | 2:03  | Киев, Украина            |                                                                   |
| Победа    | 8-1     | Геннадий Мацигора         | Удушающий приём (треугольник)             | LOP — Land of Peresvit                                       | 12 июля 2001     | 1     | 2:25  | Киев, Украина            |                                                                   |
| Победа    | 7-1     | Геннадий Мацигора         | Болевой приём (рычаг локтя)               | InterPride — 1999                                            | 16 мая 1999      | 1     | 2:03  | Харьков, Украина         |                                                                   |
| Победа    | 6-1     | Владимир Малышев          | Технический нокаут (удары)                | InterPride — 1999                                            | 16 мая 1999      | 1     | 2:30  | Харьков, Украина         |                                                                   |
| Победа    | 5-1     | Клэренс Тетч              | Технический нокаут (сдача после ударов)   | ISC 1998 — International Super Challenge 1998                | 16 марта 1998    | 1     | 3:43  | Киев, Украина            |                                                                   |
| Поражение | 4-1     | Леонид Ефремов            | Удушающий приём (удушение сзади)          | IAFC — Absolute Fighting Championship 2: Day 1               | 30 апреля 1997   | 1     | 2:48  | Москва, Россия           |                                                                   |
| Победа    | 4-0     | Игорь Акинин              | Удушающий приём («гильотина»)             | IAFC — Absolute Fighting Championship 2: Day 1               | 30 апреля 1997   | 1     | 1:20  | Москва, Россия           |                                                                   |
| Победа    | 3-0     | Артем Кондратко           | Удушающий приём (удушение сзади)          | Minamoto Clan — Ukraine Open No Holds Barred Championship    | 10 ноября 1996   | 1     | 4:09  | Харьков, Украина         |                                                                   |
| Победа    | 2-0     | Сергей Залихватко         | Технический нокаут (удары)                | Minamoto Clan — Ukraine Open No Holds Barred Championship    | 10 ноября 1996   | 1     | 1:52  | Харьков, Украина         |                                                                   |
| Победа    | 1-0     | Александр Кругленко       | Удушающий приём (удушение сзади)          | Minamoto Clan — Ukraine Open No Holds Barred Championship    | 10 ноября 1996   | 1     | 3:06  | Харьков, Украина         |                                                                   |

## Политические взгляды
В 2014 году Алексей Олейник получил российский паспорт и демонстративно поддерживал пророссийские идеи и образы, что побудило в 2015 году украинские власти внести его в список людей, угрожающих безопасности Украины и закрыть бойцу въезд в страну.

## Личная жизнь
В марте 2025 года сообщил в интервью «Матч Боец», что пол года назад после 17 лет семейной жизни развелся с женой оставив всё имущество жене и детям.